# María Antonieta con un libro
El retrato de María Antonieta con un libro es un óleo sobre lienzo de 271 x 195 cm de Marie-Louise-Élisabeth Vigée-Lebrun, ejecutado en 1788 y conservado en el palacio de Versalles, en Francia.

## Descripción

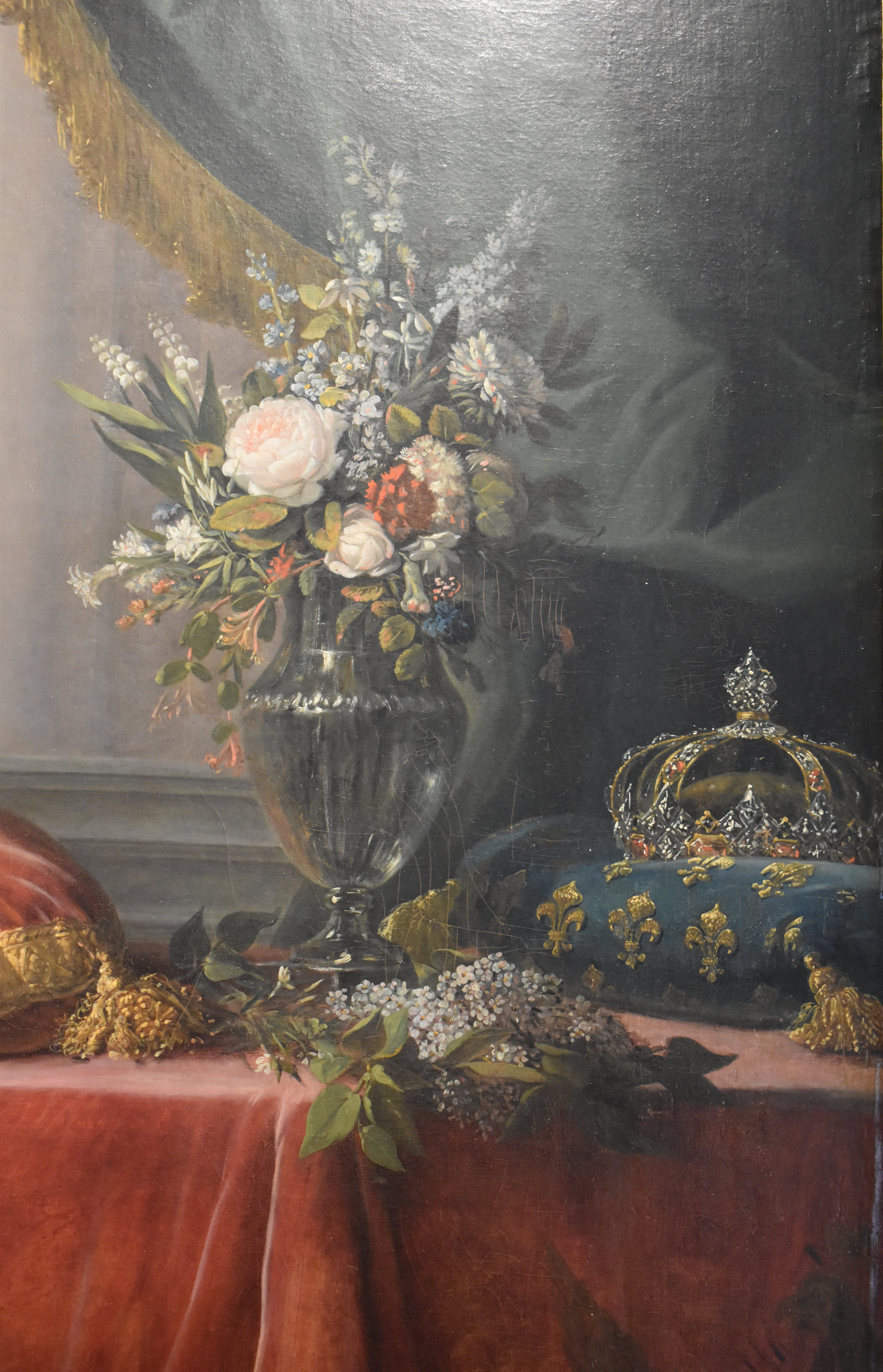
Detalle de las flores y la corona.

El retrato de María Antonieta con un libro es el último retrato oficial de la reina María Antonieta, realizado por Marie-Louise-Élisabeth Vigée-Lebrun en 1788 y conservado en el palacio de Versalles, en Francia. Pintada después del famoso retrato de 1787 de la soberana con sus hijos, la obra fue muy elogiada, ya que llama la atención el parecido con la reina, cuya pose y expresión son muy similares en ambas composiciones.
María Antonieta es retratada nuevamente sentada en el palacio de Versalles. Va vestida de luto blanco tras la muerte de su cuarta hija, Sofía, en 1787. El vestido de la reina es muy sencillo: la reina adoptó este estilo tras el escándalo del collar, que dejó su reputación completamente comprometida. A juego con una redingote de terciopelo azul oscuro y la falda blanca de seda ambas ribeteadas con piel negra de marta cibelina, la reina lleva un sombrero de terciopelo azul oscuro con plumas blancas y un velo a la espalda; el collar de cuatro vueltas y los pendientes son de perlas. Los aretes de oro con colgantes de perlas en forma de lágrima son los mismos que en el retrato anterior, unos que apreciaba particularmente. Con su mano derecha la reina sostiene en su regazo un libro de tapas rojas, el brazo izquierdo acodado en un cojín y su mano apoyada en la mesa, donde descansa el emblema de su realeza, la corona sobre un cojín de terciopelo con los emblemas de la monarquía francesa, azul con flores de lis doradas bordadas; entre ella y el símbolo de su estatus un ramillete de florecillas silvestres y un jarrón de cristal con flores, destacando las rosas, su emblema personal. Los pies de la reina descansan sobre un rico cojín de terciopelo rojo y bordados dorados.
El retrato pretende realzar la figura de la reina María Antonieta, de hecho el cuadro busca mostrar su cercanía al pueblo con sencillez.